# فناء تسارسكوي سيلو

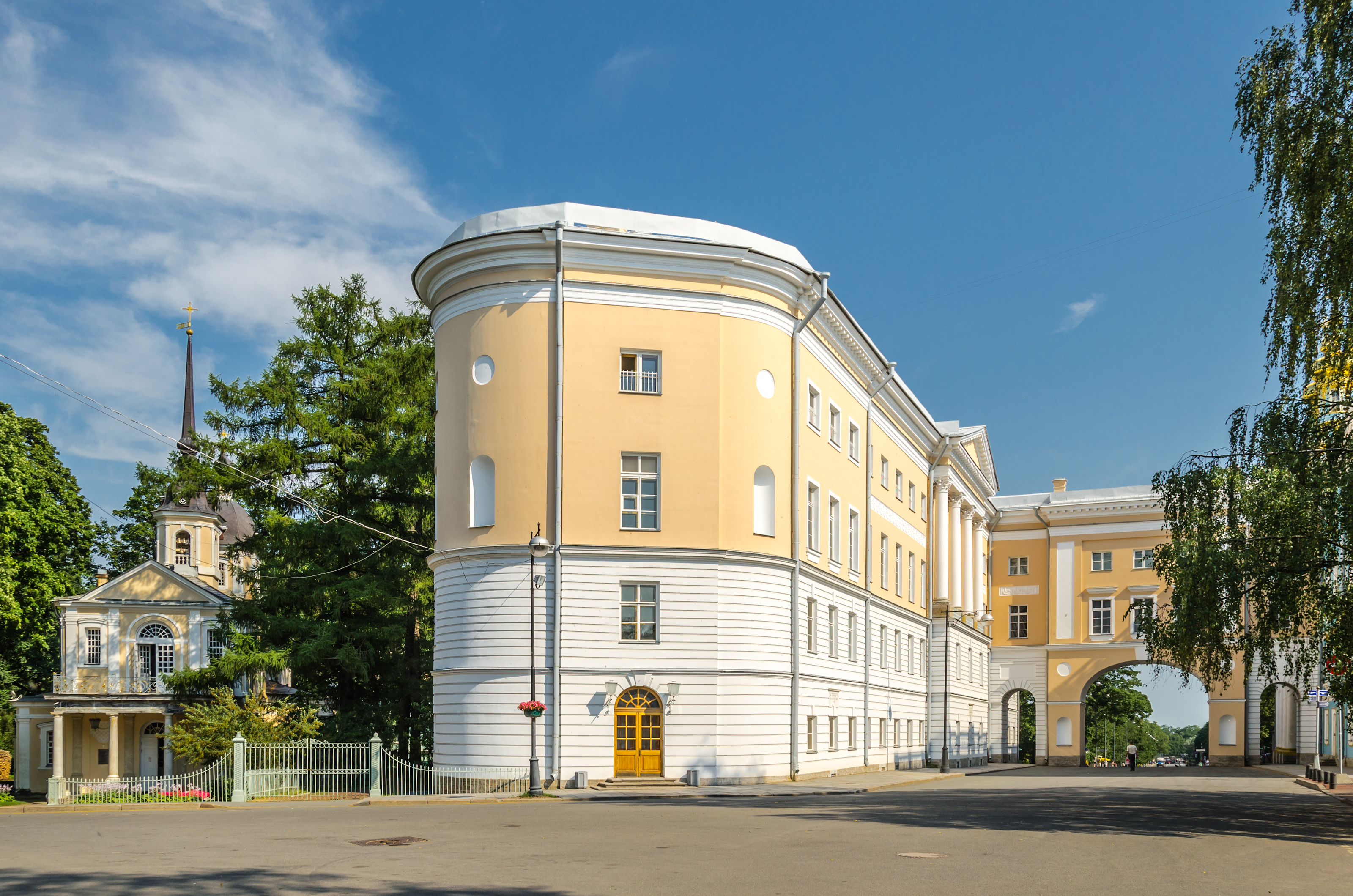
فناء القاعة الإمبراطورية

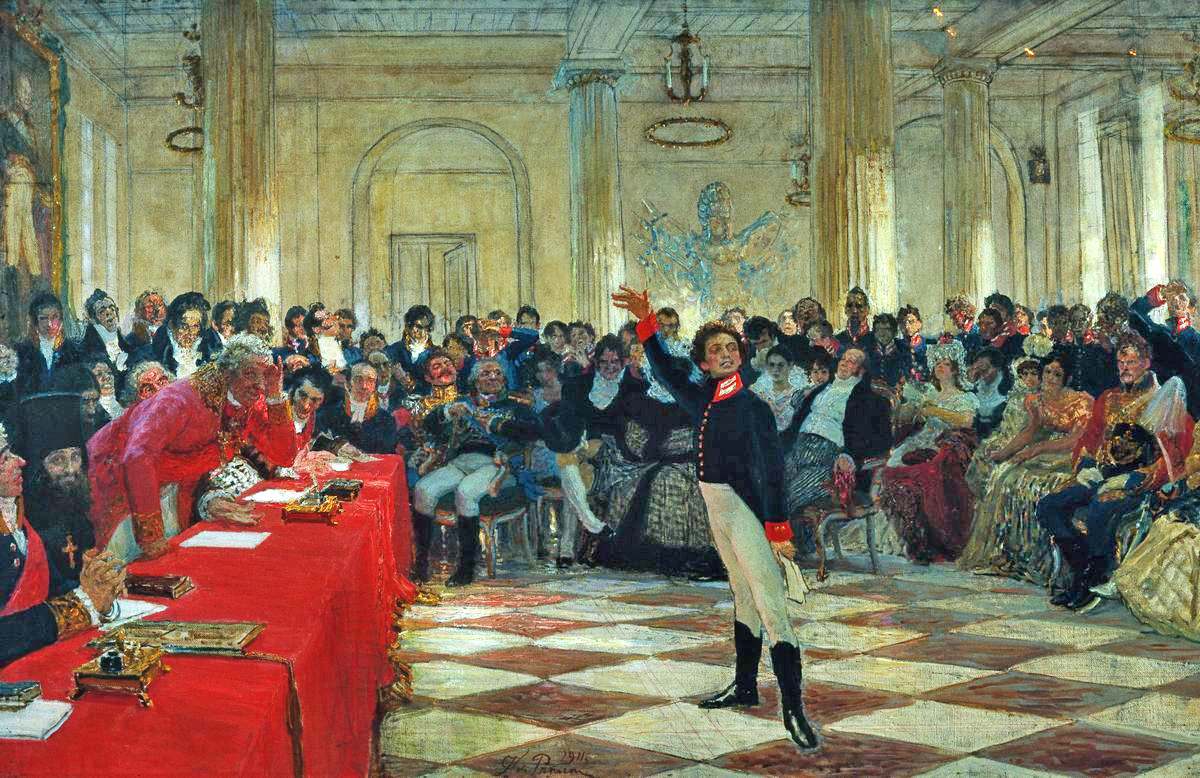
بوشكين البالغ من العمر 14 عامًا يتلو قصيدته أمام ديرزهافين الأكبر في القاعة (رسوم إيليا ريبين من 1911، الذكرى المئوية للمدرسة).

تعرف القاعة الإمبراطورية في مدينة تسارسكوي سيلو بالقرب من مدينة سانت بطرسبرغ أيضًا تاريخيًا بقاعة ألكسندر الإمبراطورية لمؤسسها القيصر ألكسندر الأول بهدف تعليم شباب أفضل العائلات المخطط لهم بعد ذلك تولي مناصب هامة لخدمة الإمبراطورية.
نشرت لوائحها بتاريخ 11 يناير 1811، لكنها تلقت العقوبة الإمبراطورية في 12 أغسطس 1810، عندما تم تعيين الجناح «الجديد» ذي الطوابق الأربعة بالقصر العظيم للسكنى، مع أماكن خاصة لمشفى ومطبخ والمتطلبات المنزلية الأخرى، فضلاً عن الإقامة للموظفين الإداريين. تم منح الأثاث والأدوات المنزلية مع المبنى النيوكلاسيكي الذي صممه المهندس المعماري، فاسيلي ستاسوف، الكائن بجوار قصر كاثرين.
افتتحت قاعة تسارسكوي سيلو في 19 أكتوبر 1811، وكان جميع أوائل الخريجين من البارزين، ومن بينهم ألكسندر بوشكين وألكسندر جورشكوف . وكان يتم الاحتفال بتاريخ افتتاحها كل عام بتقديم الخمور والمرح، ويجهز بوشكين أبياتًا شعرية جديدة لكل من تلك المناسبات. وفي يناير 1844، تم نقل القاعة لـمدينة سانت بطرسبرغ.
تخرج من قاعة تسارسكوي سيلو أثناء تواجدها على مدى 33 عاما ، 286 خريجًا. وكان أشهرهم، إضافة إلى الاثنين السابقين، أنطون ديلفيج، وفيلهلم كوشيلبيكر، ونيكولاس دي جير، وديمتري تولستوي، وياكوف جروت، ونيكولاي دانيلفيسكي، وألكسي لوبانوف روستوفسكي، وفيودور شيرباتسكوي، وميخائيل سالتيكوف شيدرين.

## وصلات خارجية
- THE IMPERIAL LYCEUM (بالإنجليزية) - من تسارسكوي سيلو 1910
- Pushkin and the Lyceum (بالروسية)